# منتخب الإمارات العربية المتحدة لدوري الرغبي
منتخب الإمارات العربية المتحدة لدوري الرغبي هو ممثل الإمارات العربية المتحدة الرسمي في المنافسات الدولية في دوري الرغبي .